# Аметов, Фазыл Менлиаметович
Фазыл Менлиаметович Аметов (27 декабря 1917, Феодосийский уезд - 14 февраля 1984, Ташкент) — активный участник крымско-татарского национального движения.

## Биография
Родился в деревне Акташ Феодосийского уезда в семье имама, репрессированного в 1937 году.
Окончил с отличием Керченский техникум потребительской кооперации (1935) и Московский институт народного хозяйства им. Плеханова (1939). В 1939-1940 гг. председатель Акшейхского райпотребсоюза. С 1940 года ведущий специалист в Совнаркоме Крыма.
Во время немецкой оккупации Крыма — участник антифашистского подполья и партизанского движения.
С февраля по апрель 1943 года временно исполняющий обязанности председателя колхоза «Комсомолия» Ново-Татарского района Краснодарского края. Потом — председатель потребительского общества Карасубазарского района Крыма.
16 мая 1944 года переведён в Москву в Центральный Союз потребительской кооперации. После депортации крымских татар выехал в Среднюю Азию на поиски матери и сестёр. С 1946 года председатель райпотребсоюза в Кувинском районе Ферганской области. Затем жил и работал в Коканде.
С 1956 года активный участник и один из руководителей крымско-татарского национального движения. Координировал деятельность организаций и поддерживал их материально, при этом сам не участвовал в акциях и не ставил свою подпись под документами. По его совету активисты исключили из своих обращений упоминание об автономии, сосредоточившись на просьбах, чтобы разрешили возвращение в Крым. Помогал молодежи учиться в вузах Ташкента, Москвы и других городов. При его содействии в Ташкентском институте ирригации и мелиорации сельского хозяйства была введена квота для крымских татар.
В 1957 году был одним из организаторов выпуска в Ташкенте крымскотатарской газеты «Ленин байрагъы» («Ленинское знамя»). Для её популяризации и увеличения тиража подписал за свой счёт несколько тысяч человек в разных районах. Газета издавалась до 1991 года.
С 1961 года жил в Ташкенте, курировал поставки узбекской сельхозпродукции в центральные районы России.
Умер в Ташкенте 14 февраля 1984 года.

## Семья
- Жена (с 1947 года) — Зеккие Шамилева.
- Старший сын Рустем — кандидат экономических наук, работал доцентом Керченского морского технологического университета, заведующим кафедрой экономики Керченского экономико-гуманитарного института.
- Дочь Эмине (Володарская Эмина Фазыловна) —доктор филологических наук, ректор Московского института иностранных языков, главный редактор журнала «Вопросы филологии»;
- сын Риза, выпускник МВТУ им. Н. Баумана, работал заведующим отделом межнациональных отношений Керченского горисполкома, директором Керченского отделения Фонда депортированных народов;
- младший сын Нуритдин живёт в Москве, работал инженером.
- внук Амет Александрович Володарский - омбудсмен в сфере образования при Уполномоченном Президентом России по правам предпринимателей, руководитель ИА РосВуз РФ.